# Manhattan (Kansas)
Manhattan es una pequeña ciudad del noreste de Kansas en Estados Unidos, localizada en la confluencia del río Kansas y el río Big Blue. En julio del 2012 según una estimación del censo su población era 56.069 habitantes. Manhattan es la capital de condado de Riley. Una parte pequeña del pueblo se extiende en el condado de Pottawatomie.
Apodada «La Pequeña Manzana» en 1977 como un juego referente a la Ciudad de Nueva York «La Gran Manzana», es muy conocida por ser la sede de la Universidad Estatal de Kansas. Se encuentra a 13 km al este de Fort Riley, un puesto del Ejército de los Estados Unidos.

## Notas

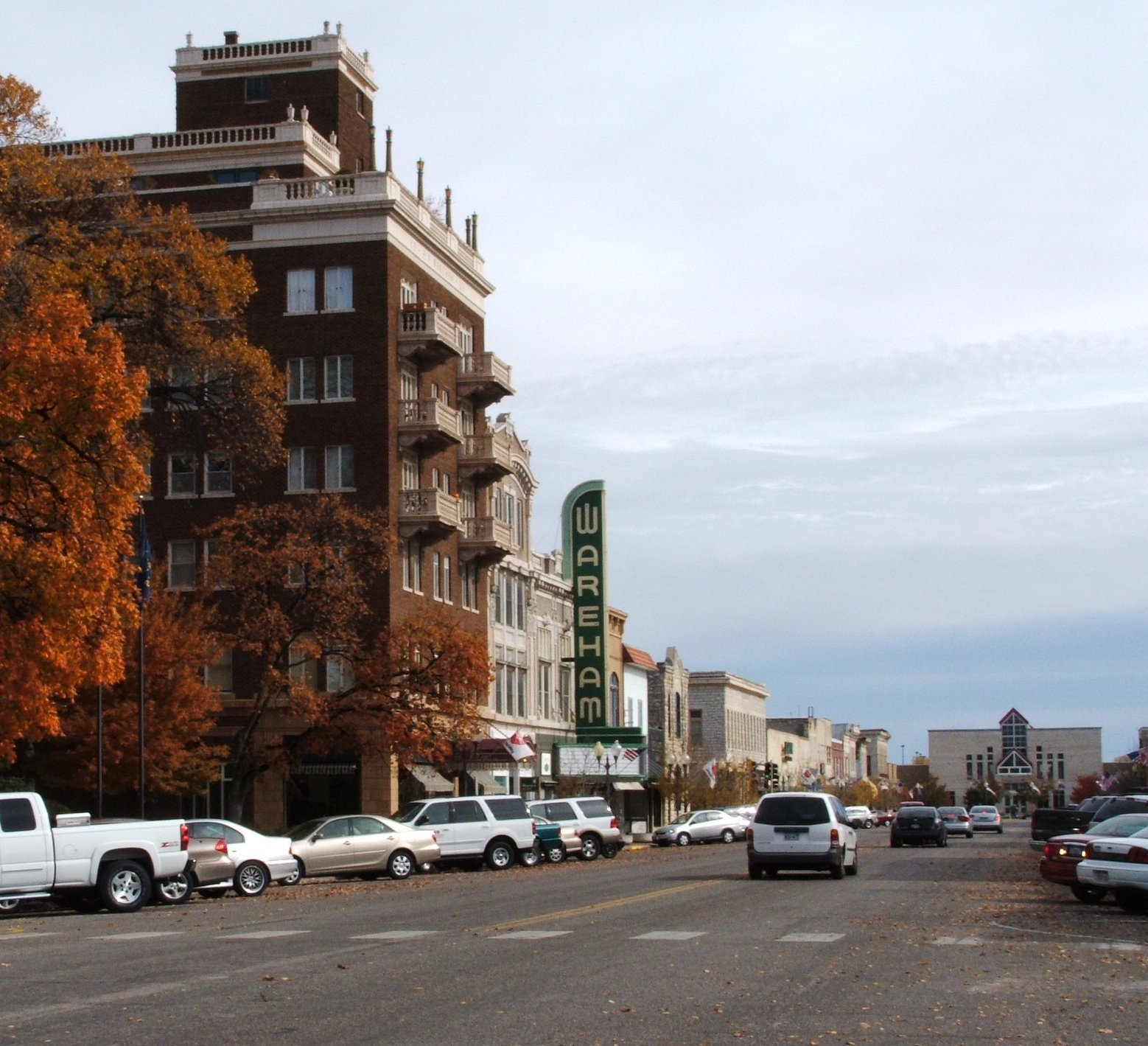
Centro de la ciudad de Manhattan